# Мурзово
Мурзово (каз. Мурзово) — упразднённое село в Бородулихинском районе Абайской области Казахстана. Входило в состав Кунарлинского сельского округа. Код КАТО — 633855800. иквидировано в 2018 г.

## Население
В 1999 году население села составляло 29 человек (15 мужчин и 14 женщин). По данным переписи 2009 года, в селе проживали 3 человека (2 мужчины и 1 женщина).